# Crêt de Courti
Crêt de Courti är en kulle i Schweiz. Den ligger i kantonen Neuchâtel, i den västra delen av landet, 50 km väster om huvudstaden Bern. Toppen på Crêt de Courti är 1 400 meter över havet.